# Parc naturel de Ses Salines
Le parc naturel de Ses Salines d'Ibiza et de Formentera (en catalan Parc natural de ses Salines) est un espace naturel protégé des Îles Baléares en Espagne. Il comporte une partie terrestre sur les deux îles et une partie marine. Il est protégé par la loi 17/2001 du 19 décembre 2001 du Parlement des Îles Baléares,.

## Présentation

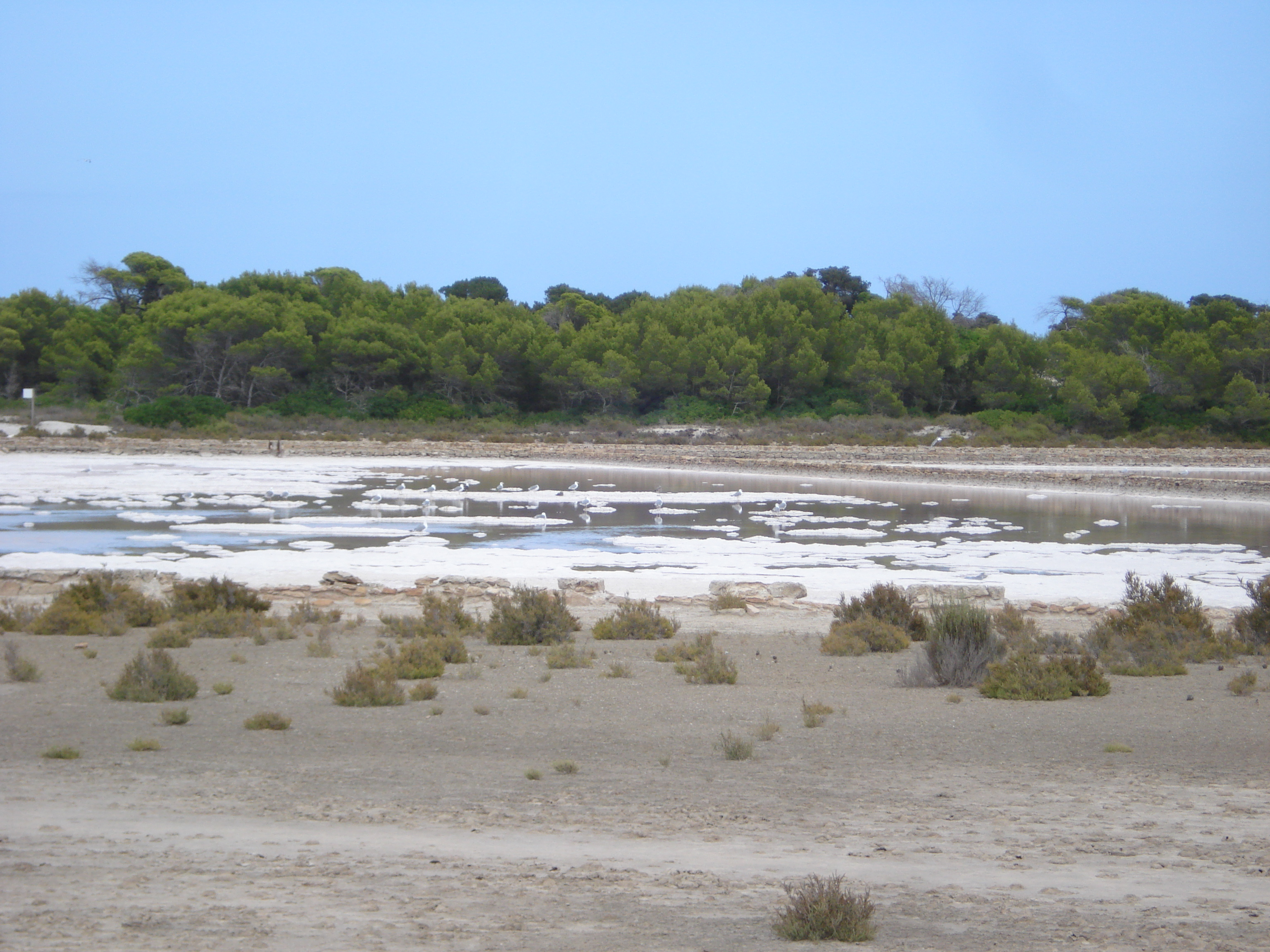
Ses Salines d'Ibiza

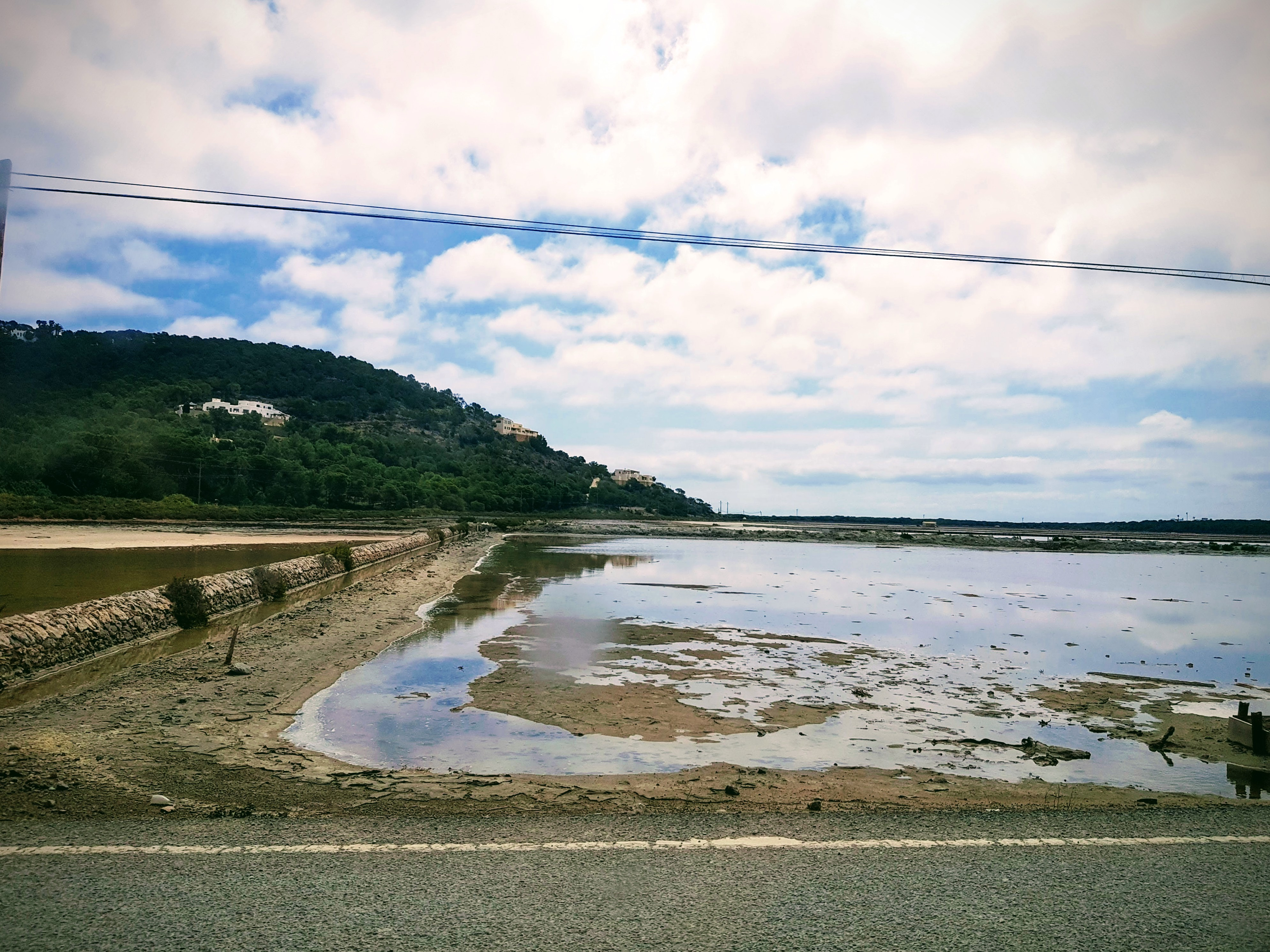
Ses Salines d'Eivissa i Formentera

Le territoire couvert par le parc représente 2 838 ha des anciennes salines d'Ibiza de la commune de Sant Josep de sa Talaia et des salines de Formentera et plus de 13 617 ha de l'espace marin des Freus (ca) qui sépare les deux îles.
On retrouve dans le parc tous les écosystèmes que l'on trouve dans l'île d'Ibiza, en particulier les marais maritimes.
Parmi la faune d'oiseaux remarquables, on peut noter les flamants roses qui y vivent toute l'année.
Avant d'avoir reçu le statut de parc naturel par le parlement des Baléares, l'espace naturel bénéficiait des mesures de protection environnementale suivantes :
- Zone de protection spéciale pour les oiseaux (ZPS ou, en Espagne, ZEPA) ;
- Espace naturel d'intérêt spécial (ca) (ANEI), défini dans la loi baléare sur les espaces naturels ;
- Zone humide selon la Convention de Ramsar depuis le 30 novembre 1993 sous le nom de Salinas de Ibiza et Formentera[3] ;
- Réserve naturelle depuis 1995 ;
- Inscrit en 1999 au titre du patrimoine mondial de l'Unesco sous le qualificatif de : Ibiza, biodiversité et culture, du fait notamment des herbiers de posidonies situés entre Ibiza et Formentera ;
- Site naturel reconnu par le réseau Natura 2000 de l'Union européenne.

Depuis plus de 30 ans, il y a une forte polémique au niveau citoyen et politique entre la pression touristique pour l'urbanisation et la protection environnementale.

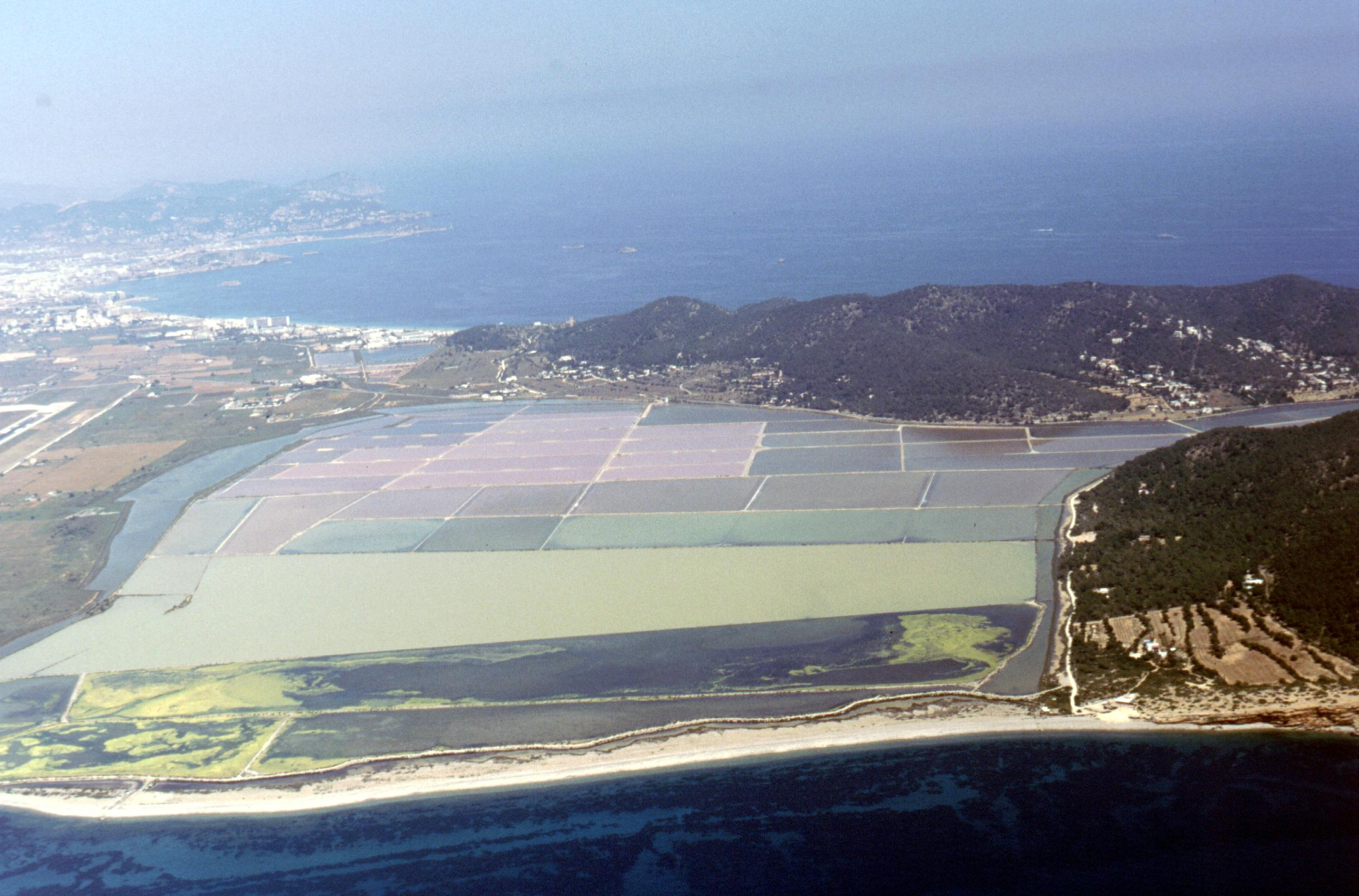
Vue aérienne des salines d'Ibiza

## Voir aussi

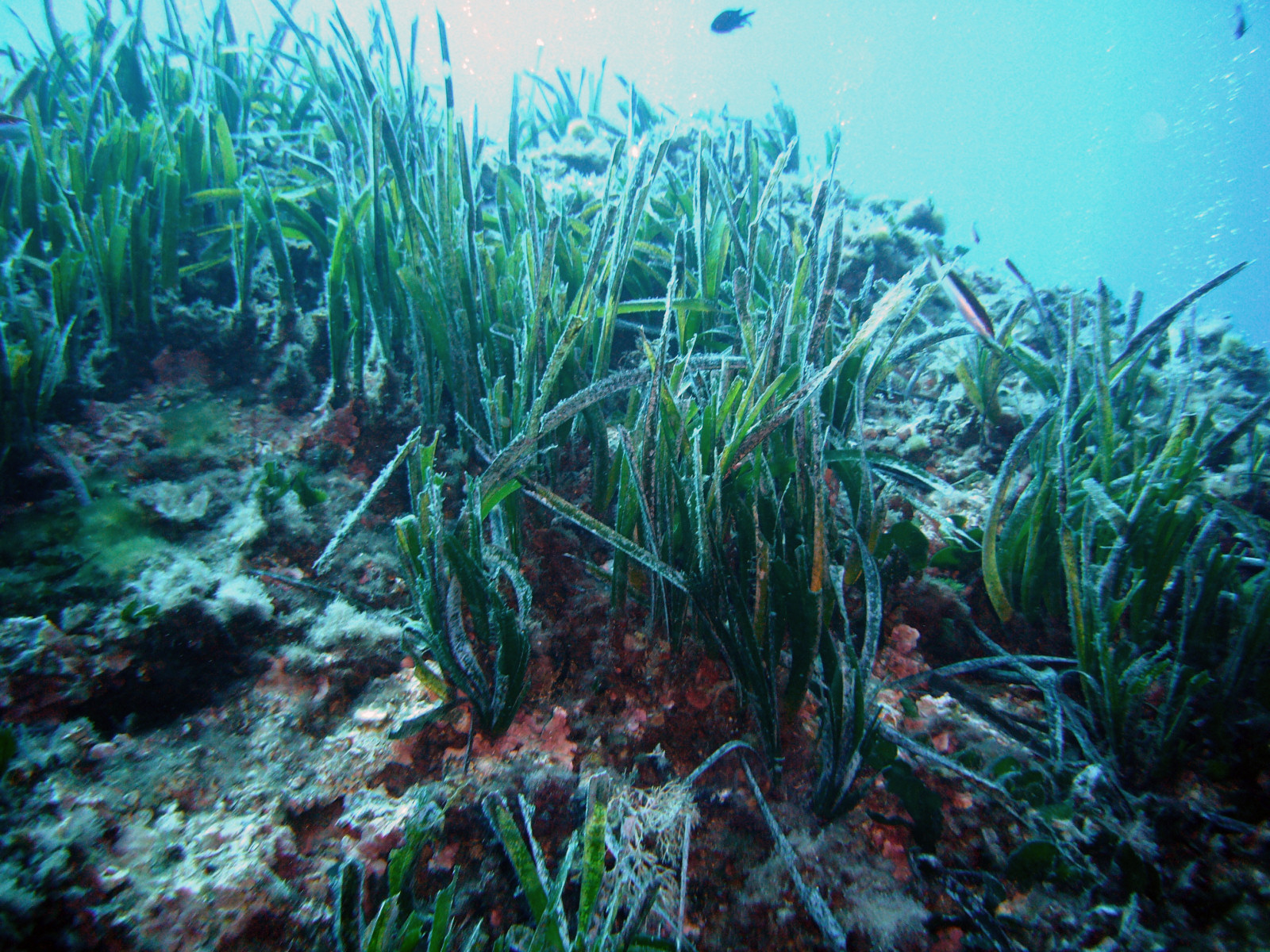
Posidonies méditerranéennes

### Sources et bibliographie
- (ca) Cet article est partiellement ou en totalité issu de l’article de Wikipédia en catalan intitulé « Parc natural de ses Salines » (voir la liste des auteurs).
- (es) Amics de la Terra d'Eivissa, Eivissa, su patrimonio natural : Ses salines de Eivissa y Formentera - Historia de une reivindicación popular, 4 p. (lire en ligne) [PDF]
- (es) Fernando de Lama, « Una década de protección : Los dos espacios protegidos de las Pitiusas cumplen su décimo aniversario desde su declaración », Diario de Ibiza,‎ 7 juin 2012 (lire en ligne, consulté le 15 mars 2014)